# Mistrovství světa v ledním hokeji žen 1994
Mistrovství světa v ledním hokeji žen 1994 se konalo od 11. dubna do 17. dubna 1994 ve americkém Lake Placid. Mistrem světa se stal výběr hokejistek z Kanady.

## Kvalifikace
Týmy USA a Kanady se kvalifikovaly automaticky. Z Mistrovství Evropy v ledním hokeji žen 1991 se kvalifikovalo prvních pět týmů Finsko, Švédsko, Norsko, Německo a Švýcarsko. Asijská kvalifikace se hrála 11. a 12. března 1994 v Obihiro-no-Mori aréně v Obihiro v Japonsku a postoupila z ní Čína po dvou vítězstvích nad Japonskem s výsledky 6:2 (2:0, 1:1, 3:1) a 7:1 (4:1, 0:0, 3:0).

## Hrací formát turnaje
Osm účastníků turnaje bylo rozděleno na dvě čtyřčlenné skupiny. Zde týmy sehráli v rámci své skupiny jeden zápas každý s každým. První dva týmy s nejvíce body postoupily dále do medailových kol, kdežto zbylé dva hráli o konečné umístění v tabulce.

## Skupina A

### Tabulka
| P  | Tým     | Z | V | R | P | VG | IG | GZ  | B |
| -- | ------- | - | - | - | - | -- | -- | --- | - |
| 1. | Kanada  | 3 | 3 | 0 | 0 | 27 | 3  | +24 | 6 |
| 2. | Čína    | 3 | 1 | 1 | 1 | 13 | 12 | +1  | 3 |
| 3. | Švédsko | 3 | 1 | 1 | 1 | 9  | 13 | -4  | 3 |
| 4. | Norsko  | 3 | 0 | 0 | 3 | 2  | 23 | -21 | 0 |

### Zápasy
Všechny časy jsou místní (URC+2)
| 11. dubna, 1994 14:00 | Švédsko | 3 – 1 | Norsko | Pad 1932, Lake Placid, New York |
|                       | Švédsko |       | Norsko |                                 |

| Souhrn zápasu | Souhrn zápasu | Souhrn zápasu | Souhrn zápasu | Souhrn zápasu |
| ------------- | ------------- | ------------- | ------------- | ------------- |
|               |               |               |               |               |

| 11. dubna, 1994 14:00 | Kanada | 7 – 1 | Čína | Pad 1980, Lake Placid, New York |
|                       | Kanada |       | Čína |                                 |

| Souhrn zápasu | Souhrn zápasu | Souhrn zápasu | Souhrn zápasu | Souhrn zápasu |
| ------------- | ------------- | ------------- | ------------- | ------------- |
|               |               |               |               |               |

| 12. dubna, 1994 15:00 | Švédsko | 4 – 4 | Čína | Pad 1980, Lake Placid, New York |
|                       | Švédsko |       | Čína |                                 |

| Souhrn zápasu | Souhrn zápasu | Souhrn zápasu | Souhrn zápasu | Souhrn zápasu |
| ------------- | ------------- | ------------- | ------------- | ------------- |
|               |               |               |               |               |

| 12. dubna, 1994 15:00 | Norsko | 0 – 12 | Kanada | Pad 1980, Lake Placid, New York |
|                       | Norsko |        | Kanada |                                 |

| Souhrn zápasu | Souhrn zápasu | Souhrn zápasu | Souhrn zápasu | Souhrn zápasu |
| ------------- | ------------- | ------------- | ------------- | ------------- |
|               |               |               |               |               |

| 14. dubna, 1994 15:00 | Kanada | 8 – 2 | Švédsko | Pad 1980, Lake Placid, New York |
|                       | Kanada |       | Švédsko |                                 |

| Souhrn zápasu | Souhrn zápasu | Souhrn zápasu | Souhrn zápasu | Souhrn zápasu |
| ------------- | ------------- | ------------- | ------------- | ------------- |
|               |               |               |               |               |

| 14. dubna, 1994 19:00pm | Čína | 8 – 1 (2 - 0 , 1 - 0 , 3 - 1) | Norsko | Pad 1932, Lake Placid, New York |
|                         | Čína |                               | Norsko |                                 |

| Souhrn zápasu | Souhrn zápasu | Souhrn zápasu | Souhrn zápasu | Souhrn zápasu |
| ------------- | ------------- | ------------- | ------------- | ------------- |
|               |               |               |               |               |

## Skupina B

### Tabulka
| P  | Tým       | Z | V | R | P | VG | IG | GZ  | B |
| -- | --------- | - | - | - | - | -- | -- | --- | - |
| 1. | USA       | 3 | 3 | 0 | 0 | 24 | 1  | +23 | 6 |
| 2. | Finsko    | 3 | 2 | 0 | 1 | 31 | 3  | +28 | 4 |
| 3. | Švýcarsko | 3 | 1 | 0 | 2 | 2  | 20 | -18 | 2 |
| 4. | Německo   | 3 | 0 | 0 | 3 | 2  | 35 | -33 | 0 |

### Zápasy
Všechny časy jsou místní (URC+2)
| 11. dubna, 1994 14:00 | Finsko | 17 – 1 | Německo | Pad 1932, Lake Placid, New York |
|                       | Finsko |        | Německo |                                 |

| Souhrn zápasu | Souhrn zápasu | Souhrn zápasu | Souhrn zápasu | Souhrn zápasu |
| ------------- | ------------- | ------------- | ------------- | ------------- |
|               |               |               |               |               |

| 11. dubna, 1994 20:00 | USA | 6 – 0 | Švýcarsko | Pad 1980, Lake Placid, New York |
|                       | USA |       | Švýcarsko |                                 |

| Souhrn zápasu | Souhrn zápasu | Souhrn zápasu | Souhrn zápasu | Souhrn zápasu |
| ------------- | ------------- | ------------- | ------------- | ------------- |
|               |               |               |               |               |

| 12. dubna, 1994 16:00 | Finsko | 13 – 0 | Švýcarsko | Pad 1980, Lake Placid, New York |
|                       | Finsko |        | Švýcarsko |                                 |

| Souhrn zápasu | Souhrn zápasu | Souhrn zápasu | Souhrn zápasu | Souhrn zápasu |
| ------------- | ------------- | ------------- | ------------- | ------------- |
|               |               |               |               |               |

| 12. dubna, 1994 20:00 | Německo | 0 – 16 | USA | Pad 1932, Lake Placid, New York |
|                       | Německo |        | USA |                                 |

| Souhrn zápasu | Souhrn zápasu | Souhrn zápasu | Souhrn zápasu | Souhrn zápasu |
| ------------- | ------------- | ------------- | ------------- | ------------- |
|               |               |               |               |               |

| 14. dubna, 1994 13:00 | Německo | 1 – 2 | Švýcarsko | Pad 1932, Lake Placid, New York |
|                       | Německo |       | Švýcarsko |                                 |

| Souhrn zápasu | Souhrn zápasu | Souhrn zápasu | Souhrn zápasu | Souhrn zápasu |
| ------------- | ------------- | ------------- | ------------- | ------------- |
|               |               |               |               |               |

| 14. dubna, 1994 19:00 | USA | 2 – 1 | Finsko | Pad 1980, Lake Placid, New York |
|                       | USA |       | Finsko |                                 |

| Souhrn zápasu | Souhrn zápasu | Souhrn zápasu | Souhrn zápasu | Souhrn zápasu |
| ------------- | ------------- | ------------- | ------------- | ------------- |
|               |               |               |               |               |

## Playoff

### O udržení
| 16. dubna, 1994 20:00 | Švédsko | 7 – 1 | Německo | Pad 1980, Lake Placid, New York |
|                       | Švédsko |       | Německo |                                 |

| Souhrn zápasu | Souhrn zápasu | Souhrn zápasu | Souhrn zápasu | Souhrn zápasu |
| ------------- | ------------- | ------------- | ------------- | ------------- |
|               |               |               |               |               |

| 16. dubna, 1994 8:00 | Norsko | 7 – 4 | Švýcarsko | Pad 1932, Lake Placid, New York |
|                      | Norsko |       | Švýcarsko |                                 |

| Souhrn zápasu | Souhrn zápasu | Souhrn zápasu | Souhrn zápasu | Souhrn zápasu |
| ------------- | ------------- | ------------- | ------------- | ------------- |
|               |               |               |               |               |

### O 7. místo
| 17. dubna, 1994 9:00 | Švýcarsko | 4 – 3 | Německo | Pad 1932, Lake Placid, New York |
|                      | Švýcarsko |       | Německo |                                 |

| Souhrn zápasu | Souhrn zápasu | Souhrn zápasu | Souhrn zápasu | Souhrn zápasu |
| ------------- | ------------- | ------------- | ------------- | ------------- |
|               |               |               |               |               |

### O 5. místo
| 26. dubna, 1992 13:00 | Švédsko | 6 – 3 | Norsko | Pad 1932, Lake Placid, New York |
|                       | Švédsko |       | Norsko |                                 |

| Souhrn zápasu | Souhrn zápasu | Souhrn zápasu | Souhrn zápasu | Souhrn zápasu |
| ------------- | ------------- | ------------- | ------------- | ------------- |
|               |               |               |               |               |

### Semifinále
| 15. dubna, 1994 17:00 | Kanada | 4 – 1 | Finsko | Pad 1980, Lake Placid, New York |
|                       | Kanada |       | Finsko |                                 |

| Souhrn zápasu | Souhrn zápasu | Souhrn zápasu | Souhrn zápasu | Souhrn zápasu |
| ------------- | ------------- | ------------- | ------------- | ------------- |
|               |               |               |               |               |

| 15. dubna, 1994 | USA | 14 – 3 | Čína | Pad 1980, Lake Placid, New York |
|                 | USA |        | Čína |                                 |

| Souhrn zápasu | Souhrn zápasu | Souhrn zápasu | Souhrn zápasu | Souhrn zápasu |
| ------------- | ------------- | ------------- | ------------- | ------------- |
|               |               |               |               |               |

### O 3. místo
| 17. dubna, 1994 11:15 | Finsko | 8 – 1 | Čína | Pad 1980, Lake Placid, New York |
|                       | Finsko |       | Čína |                                 |

| Souhrn zápasu | Souhrn zápasu | Souhrn zápasu | Souhrn zápasu | Souhrn zápasu |
| ------------- | ------------- | ------------- | ------------- | ------------- |
|               |               |               |               |               |

### Finále
| 17. dubna, 1994 | Kanada | 6 – 3 | USA | Pad 1980, Lake Placid, New York |
|                 | Kanada |       | USA |                                 |

| Souhrn zápasu | Souhrn zápasu | Souhrn zápasu | Souhrn zápasu | Souhrn zápasu |
| ------------- | ------------- | ------------- | ------------- | ------------- |
|               |               |               |               |               |

## Konečné pořadí
| Místo            | Tým       |
| ---------------- | --------- |
| Zlatá medaile    | Kanada    |
| Stříbrná medaile | USA       |
| Bronzová medaile | Finsko    |
| 4.               | Čína      |
| 5.               | Švédsko   |
| 6.               | Norsko    |
| 7.               | Švýcarsko |
| 8.               | Německo   |

## Statistiky

### Kanadské bodování
| Hráč                 | OZ | G | A | B  |
| -------------------- | -- | - | - | -- |
| Riika Nieminen       | 5  | 4 | 9 | 13 |
| Danielle Goyette     | 5  | 9 | 3 | 12 |
| Karyn Bye            | 5  | 6 | 6 | 12 |
| Cammi Granatová      | 5  | 5 | 7 | 12 |
| Hongmei Liu          | 5  | 8 | 3 | 11 |
| Tiia Reima           | 5  | 7 | 4 | 11 |
| Sari Krooks          | 5  | 3 | 7 | 10 |
| Stephanie O'Sullivan | 5  | 3 | 7 | 10 |
| Hanna Terrijoki      | 5  | 5 | 4 | 9  |
| Gretchen Ulion       | 5  | 5 | 4 | 9  |

### Brankářská úspěšnost
| Hráč              | Z | Minut | VG | SOG | GNZ   | PÚ   |
| ----------------- | - | ----- | -- | --- | ----- | ---- |
| Kati Ahonen       | 2 | 80    | 1  | 20  | 95.0  | 0.75 |
| Lesley Reddon     | 2 | 91    | 1  | 15  | 93.3  | 0.66 |
| Liisa-Maria Sneck | 4 | 220   | 7  | 85  | 91.8  | 1.91 |
| Kelly Dyer        | 2 | 129   | 3  | 24  | 87.5  | 1.50 |
| Manon Rhéaume     | 4 | 209   | 6  | 44  | 86.4  | 1.72 |
| Patricia Sautter  | 3 | 180   | 10 | 139 | 92.8  | 3.33 |
| Erin Whitten      | 3 | 180   | 7  | 52  | 86.4  | 2.33 |
| Annica Åhlén      | 5 | 300   | 17 | 157 | 89.2  | 3.40 |
| Kari Fjellhammer  | 4 | 226   | 22 | 120 | 81.67 | 5.83 |
| Hong Guo          | 5 | 260   | 27 | 146 | 81.5  | 6.23 |